# Горан Гоцић
Горан Гоцић (Титово Ужице, 6. мај 1962) српски је књижевник, филмски редитељ, преводилац и новинар.

## Биографија
Родио се у Ужицу, 6. мај 1962. Дипломирао је енглески језик и књижевност на Филолошком факултету у Београду (1991). Магистрирао је у области медија и комуникација на Лондонској школи економије и политичких наука (The London School of Economics and Political Science). Радио је као новинар и уредник у тридесетак медијских кућа (НИН, Дневни телеграф, Борба, Политика, РТС, Би-Би-Си, Ченел 4, Индипендент, Сајт енд саунд, итд).
Објавио је студије „Енди Ворхол и стратегије попа“ (1997/2012) и „Емир Кустурица: Култ маргине“ (2001/2006). Аутор је дугометражних документарних филмова „Проклети странци“ (2000) и „Балкански дневник: Бугарска“ (2010).
За „Таи“, свој роман првенац, добио је НИН-ову награду критике за најбољи роман у 2013. години и Награду Милош Црњански за дело из периода 2011-2013.
Године 2018. за роман Последња станица Британија добио је награду „Мома Димић”.

## Дела
- Гоцић, Горан (2013). Таи. Београд: Геопоетика. ISBN 978-86-6145-126-3. 199500044 - НИН-ова награда за 2013. годину
- Гоцић, Горан (2017). Последња станица Британија. Београд: Лагуна. ISBN 978-86-521-2720-7. 246688268 - Књижевна награда „Мома Димић”
- Човек из нехата, 2021.[5]